# Чашка (село)
Чашка (макед. Чашка) — село в центре Республики Македония, административный центр общины Чашка в Вардарском регионе страны, в историко-географической области Грохот.
Село расположено на берегу реки Тополка, в 15 км к западу от города Велес.

## История
В XIX веке село было населённым пунктом в Османской империи. В 1900 году здесь проживало 262 жителя, все — болгары(македонцы) — христиане . В 1905 году 120 жителей села были прихожанами церкви Болгарской екзархии.
С 1930-х гг. Чашка — железнодорожная станция на линии Велес — Прилеп — Битола.

## Демография
В 1961 году в селе проживал 501 житель, а в 1994 году уже — 1346 человек. По результатам переписи 2002 года население села — 1471 житель, из них:
- македонцы — 1425 чел.;
- сербы — 44 чел.;
- остальные — 2 чел.

## Общественно значимые объекты
В селе есть восьмилетняя основная школа, церковь, отделение почтовой связи, амбулатория, ветеринарная станция.

## Галерея
- Церковь святого Климента Охридского
- Железнодорожная станция
- Гереон – древнеримская гробница